# Pedro Rodrigues (cầu thủ bóng đá)
Pedro Filipe Figueiredo Rodrigues (sinh ngày 20 tháng 5 năm 1997), hay Pêpê, là một cầu thủ bóng đá người Bồ Đào Nha thi đấu cho Estoril theo dạng cho mượn từ S.L. Benfica, ở vị trí tiền vệ.

## Sự nghiệp câu lạc bộ
Rodrigues sinh ra ở Sátão, Bồ Đào Nha. Vào ngày 26 tháng 8 năm 2015, anh ra mắt chuyên nghiệp cho Benfica B trong trận đấu tại Giải bóng đá hạng nhất quốc gia Bồ Đào Nha 2015–16 trước UD Oliveirense.
Vào ngày 21 tháng 8 năm 2017, Rodrigues gia nhập Estoril với bản hợp đồng cho mượn. Anh ra mắt tại Giải bóng đá vô địch quốc gia Bồ Đào Nha ngày 27 tháng 8 trước Sporting CP.